# Neocheritra
Neocheritra is een geslacht van vlinders van de familie Lycaenidae.

## Soorten
- N. amrita (Felder, 1860)
- N. namoa De Nicéville, 1895
- N. theodora Druce, 1885